# 渡邉築
渡邉 築（わたなべ きずく、1979年5月26日 - ）は、熊本県出身の日本の漫画家。

## 経歴
- 第71回（2009年下期）赤塚賞にて、「重装思春機兵ティーンエイザー」で佳作受賞。
- 『週刊少年ジャンプ』2010年19号に掲載された読切「メルヘン王子グリム」でデビュー。
- 『週刊少年ジャンプ』2011年12号から30号まで、「メルヘン王子グリム」を連載。初連載。
- 『週刊少年ジャンプ』2012年18号に「恋するエジソン」を掲載。2013年10号から35号まで同作を連載。
- 『最強ジャンプ』2015年11月号より「殺せんせーQ!」を連載（企画・ストーリー担当）。

## 作品リスト

### 連載
- メルヘン王子グリム（『週刊少年ジャンプ』2011年12号 - 30号）
- 恋するエジソン（『週刊少年ジャンプ』2013年10号 - 35号）
- 殺せんせーQ!（原作：松井優征、漫画：青戸成、『最強ジャンプ』2015年11月号 - 2019年11月号） - 企画・ストーリー担当。
- 怪獣8号RELAX（原作：松本直也、『最強ジャンプ』2024年7月号[1] - ） - 漫画担当[1]。

### 読み切り
- メルヘン王子グリム（『週刊少年ジャンプ』2010年19号、2010年41号） - デビュー作。
- 重装思春機兵ティーンエイザー（『週刊少年ジャンプ』2010年51号）
- 恋するエジソン（『週刊少年ジャンプ』2012年18号）
- サッカー天使ケリエル（『最強ジャンプ』2014年1月号、後に短期集中連載・2014年5月号 - 7月号）
- 放課後・オブ・ザ・デッド（『週刊少年ジャンプ』2014年9号）

### 書籍
- 『メルヘン王子グリム』、集英社〈ジャンプ コミックス〉2011年、全2巻
- 『恋するエジソン』、集英社〈ジャンプ コミックス〉2013年、全3巻
- 『殺せんせーQ!』、原作：松井優征、漫画：青戸成、集英社〈ジャンプ コミックス〉2016年 - 2019年、全5巻
- 『怪獣8号RELAX』、原作：松本直也、集英社〈ジャンプ コミックス〉2024年 - 、既刊2巻（2025年4月4日現在）

## 関連人物
- 麻生周一 - 主に週刊少年ジャンプで活動している漫画家。同作家の連載作品『斉木楠雄のΨ難』の製作を数話分手伝った[2]。